# Obchodní dům Prior (Teplice)
Prior je název pro bývalý obchodní dům, který se nacházel v Teplicích. Nacházel se na Náměstí svobody, tehdy Marxově náměstí.

## Popis
Třípatrová budova byla nápadná především díky svému keramickému obkladu, který byl v architektuře své doby pro ČSSR typický. Nápadné byla rovněž i dvě schodištní přístavby, které byla stavebně odděleny od zbytku areálu. Autorem projektu byl architekt Jaromír Liška, který mimo jiné vyprojektoval i některé další obchodní domy své doby, např. v České Lípě.
Součástí fasády stavby byla také keramická mozaika od sochaře Tomáše Rafla a Růženy Raflové.
Obchodní dům byl projektován jako objekt, který měl prodávat veškerý sortiment s výjimkou nábytku a podlahovou plochou o rozloze 4000 m2 První dvě patra sloužily pro obchodní prostory, stejně jako přízemí, ve třetím patře se potom nacházely prostory zázemí.

## Historie
Přestavbu této části Teplic stvrdil územní plán města, schválený v roce 1977. Původní domy měly být odstraněny a na jejich místě měly vyrůst objekty pro veřejnou vybavenost. 
Obchodní dům byl postaven v letech 1981 až 1984. Vznikl na místě bloku domů (tzv. Teplický špalíček), který byl kvůli tomu stržen. Celé okolí náměstí Svobody bylo přebudováváno na počátku 80. let 20. století; vznikala zde ještě telekomunikační budova a dále areál ubytovny. Kvůli vzniku přístupové silnice k novému obchodnímu domu byl ještě v roce 1986 zbourán areál bývalých Městských lázní.
Realizace obchodního domu provázely komplikace. Otevření stavby se oddalovalo a oproti projektu bylo nakonec ještě odstraněno čtvrté patro, čímž byl narušen původní koncept podoby Náměstí svobody.
V obchodním domě byly první eskalátory v Teplicích.[zdroj?]
Bourán byl v letech 2012 až 2013. Na jeho místě vyrostlo obchodní centrum více odpovídající trendům nakupování druhé dekády 21. století (OC Galerie Teplice).